# Schwerpunktprogramm
Ein Schwerpunktprogramm (SPP) der Deutschen Forschungsgemeinschaft (DFG) ist ein meist auf sechs Jahre angelegtes Forschungsprogramm mehrerer Forschungseinrichtungen. Zur Mitarbeit an einem Schwerpunktprogramm müssen Wissenschaftler Anträge an die DFG stellen. Schwerpunktprogramme werden vom Senat der DFG eingerichtet, wenn eine koordinierte Forschung für das betreffende Gebiet Gewinn verspricht.